# Web版TVスター名鑑
Web版TVスター名鑑（ウェブばんテレビスターめいかん）は、日本のテレビ出演者についての日本のデータベースサイトである。2014年9月30日にサービス終了した。

## 略歴・概要
現状の情報は2008年（平成20年）10月以降、東京ニュース通信社が提供する情報である。掲載情報の出典は、同社の編集・発行する『TVスター名鑑2009』（2008年10月  ISBN 4863360266）であり、同書籍の情報に連動している。2009年11月現在、『TVスター名鑑2010』（2009年10月 ISBN 486336072X）の情報は反映していない。
『TVスター名鑑2009』には約6,500名、「Web版」のデータベースでは約20,000名の情報が掲載されている。インターネット・データベースにする際に、データの掲載対象者の本人に確認がとれていないものは掲載していない。データ掲載時以前の物故者の情報は掲載していない。
データベースの掲載項目は、
- 本名
- 生年月日
- 星座
- 血液型
- 出身地 : 都道府県ベース
- 出身校
- 所属事務所 : 名称、郵便番号、所在地、電話番号
- 主な仕事内容 : テレビ、CDシングル、映画、舞台・ステージ、ラジオ - すべて3件程度である。